# Naitasiri
Naitasiri is een van de veertien provincies van Fiji, in de divisie Central. Het is gelegen op het eiland Viti Levu. De provincie is 1.666 km² en heeft 158.793 inwoners (2007). De hoofdstad is Nasinu met ongeveer 86.770 inwoners.
Divisies: Central · Eastern · Northern · Western

Provincies: Ba · Bua · Cakaudrove · Kadavu · Lau · Lomaiviti · Macuata · Nadroga-Navosa · Namosi · Naitasiri · Ra · Rewa · Serua · Tailevu

Dependency: Rotuma